# Karma (singel Anxheli Peristeri)
Karma – singel albańskiej piosenkarki Anxheli Peristeri wydany w grudniu 2020. Piosenkę skomponował Kledi Bahiti, a tekst napisał Olti Curri.
W grudniu 2020 kompozycja wygrała w finale krajowych eliminacji eurowizyjnych Festivali i Këngës, dzięki czemu będzie reprezentowała Albanię w 65. Konkursie Piosenki Eurowizji w Rotterdamie.

## Historia wydania
| Obszar     | Data         | Format                      | Wersja   | Wytwórnia             | Przypis |
| ---------- | ------------ | --------------------------- | -------- | --------------------- | ------- |
| Cały świat | 9 marca 2021 | MP3                         | oryginał | Universal Music       | [ 2 ]   |
| Cały świat | 9 marca 2021 | digital download, streaming | oryginał | RTSH, Universal Music | [ 3 ]   |